# Esplais Catalans
Az Esplais Catalans (más néven: Esplac) egy több, kisebb Esplai ifjúsági szervezetet összefogó szövetség Katalóniában. Ezen szövetség megalapulására a szervezetek gyors, ütemes fejlődése adott okot. Mára az Esplac 106 szervezetből épül fel, mely összesen 11 külön régiót érint, azon belül pedig körülbelül 50 katalán várost, többek között Barcelonát is. Megközelítőleg 1600 önkéntes vezetője (monitor) és 7500 fiatal tagja van az Esplac-nak. Ez a szövetség a legnagyobb az Esplai-on belül.
Érintett területek Katalónián belül:
- Girona
- Osona Ripollès
- Bages Bergueda
- Valles Oriental
- Valles Occidental
- Barcelona
- Barcelonès Nord
- Maresme
- Baix Llobregat
- Penedès Garraf i Anoia
- Camp de Tarragona (2 részből áll, így kétszer számoljuk)

## Történelem
Az Esplac-ot 1982-ben alapították meg, azzal a céllal, hogy majd a jövőben egy szekuláris szövetsége legyen az Esplai szervezeteknek Katalóniában. Mielőtt még a 80-as években megkezdődtek volna a szervezetek hivatásszerűvé tételéről szóló megvitatásai, az Esplac végig megtartotta az önkéntességre alapuló szellemét, ami később egy olyan folyamattá nőtte ki magát, minek eredményeképp létrejött az "Entorn" (1993-ban) nevezetű professzionális szolgáltató szervezet.
Ezzel egyidőben létrejött a Francisco Ferrer Guardia Alapítvány együttműködésével az "El Sol" névre hallgató állami iskola. Ez az intézmény, mely szintén megőrizte a szekuláris, haladó szellemű énjét, szükséges, speciális képzéseket nyújt azok számára akik az Esplais Catalans szövetségen belül vezetőként, illetve nevelőként, oktatóként szeretne munkálkodni.
Ily módon kialakult a Secular and Progressive Movement (SPM, mozgalom), mely helyett adott azon csoportok szociális akcióinak, amelyek az SPM-et egészítették ki. 1994-ben az ifjúsági házak és csoportok, amik az "Esplai Jove" bizottságát építették fel, megalapították az katalán ifjúsági csoportok egyesületét és részévé vált az SPM-nek.
A szervezetek a mozgalmon belül mind-mind egyedi volt a saját területén. Az SPM-ben minden területnek megvolt a maga egyetlen csoportja.
Az együtt dolgozó szervezetek ugyan azt az ideológiát követték, mind a szekularizmus és a haladó szellemiség ágán haladt.

## Cél
Az Esplais Catalans egy szekuláris, önkéntes, haladó szellemű Esplai ifjúsági szervezeteket összefogó szövetség, melynek fő célja, hogy segítse a fiatalokat a szociális fejlődésben oktatás és nevelés útján.